# Heaven & Hell (álbum de Ava Max)
Heaven & Hell é o álbum de estreia da cantora americana Ava Max, lançado em 18 de setembro de 2020 através da Atlantic Records. Max gravou o álbum de dezembro de 2018 a março de 2020, onde colaborou com compositores como Cirkut, RedOne, Charlie Puth e Bonnie McKee. Musicalmente, Heaven & Hell é um disco pop, dance-pop e eletropop dividido em dois lados; o primeiro contém sons de hino, enquanto o último incorpora melodias mais sombrias. O álbum de estúdio foi lançado com críticas favoráveis de críticos musicais, muitos dos quais elogiaram a produção otimista e as habilidades vocais de Max, mas criticaram as letras e a falta de originalidade. Heaven & Hell alcançou a segunda posição no UK Albums Chart e a 27ª posição na Billboard 200 dos Estados Unidos. Desde então, foi certificado ouro pela Recording Industry Association of America (RIAA) nos Estados Unidos e prata pela British Phonographic Industry ( BPI) no Reino Unido.

## Antecedentes
Após o lançamento de "Sweet but Psycho" em agosto de 2018, Max viajou para o exterior por 30 a 40 dias antes de retornar aos Estados Unidos por volta do Natal do mesmo ano, onde ela começou a escrever para seu álbum de estúdio de estreia, então sem título. Em abril de 2019, Ava falou pela primeira vez planos para lançar seu primeiro álbum de estúdio no mesmo ano. Em uma entrevista à Billboard, ela afirmou que "existem outras faixas que são como curingas e outras em que estou sendo vulnerável". Ela gravou mais de cem músicas para o álbum, que passou vários meses decidindo o que incluir. Heaven & Hell foi concluído inicialmente no início de 2019, mas foi adiado para melhorar a lista de faixas adicionando mais músicas e removendo algumas.
Em dezembro de 2019, Ava deu a entender que o álbum seria lançado nos próximos meses. Ela confirmou que estava em processo de finalização, mas foi posteriormente adiado devido à pandemia de COVID-19. Quando questionada sobre o álbum pela MTV News logo após o lançamento de "Kings & Queens", ela afirmou que os singles' lançados anteriormente, com exceção de "Sweet but Psycho", não foram incluídos na lista de faixas. "So Am I", "Salt" e "Torn" eventualmente fizeram parte da lista de faixas final, que Max adicionou devido à demanda dos fãs. Ela também decidiu incluir a canção introdutória do álbum "Heaven" em março de 2020, enquanto re-arranjava cada faixa de Heaven & Hell com base em seus instintos. Ava anunciou a data de lançamento de Heaven & Hell em 29 de julho de 2020, que foi acompanhada pelo lançamento do sexto single "Who's Laughing Now" no dia seguinte.

## Produção e arte
Heaven & Hell contém gêneros de pop, dance-pop, e eletropop, com temas líricos de amor, feminismo e resiliência. Max insistiu em querer uma energia otimista para o álbum para que fosse coeso, argumentando que ela não queria que todas as músicas soassem iguais. Ela descreveu algumas canções como "muito fortes e fortalecedoras", enquanto outras "são um pouco mais emocionais". Max se recusou a incluir uma balada no álbum, pois ela acreditava que precisaria incluir pelo menos quatro baladas sem remover nenhuma faixa de dança. Cirkut, RedOne, Charlie Puth e Bonnie McKee estiveram envolvidos na produção do álbum. Ele é dividido em dois lados; Lado A: Heaven, e Lado B: Hell. O primeiro consiste em canções leves e energéticas que servem como hinos, enquanto o último consiste em melodias mais sombrias e temperamentais, em ter "um anjo e demônio no seu ombro" e precisar navegar em direções diferentes. Max primeiro imaginou o conceito antes de se apresentar no MTV Video Music Awards de 2019, depois de incluir o título do álbum como uma letra na ponte de "Torn", eventualmente colocando a música como a faixa "purgatório" de Heaven & Hell.
Max contratou a diretora criativa Charlotte Rutherford para criar os visuais para Heaven & Hell através de mensagens diretas, onde ela criou a arte da capa do álbum, que contém uma imagem espelhada do cabelo loiro e laranja assimétrico de Max em duas cores diferentes.
Max explicou que ela queria que fosse "bem simples", já que ela usou várias ideias malucas em capas anteriores. A contracapa e o livreto de 12 páginas contêm fotos que retratam o céu estando no espaço e o inferno na terra, que ela descreveu como um "mundo inteiro que eu criei". Uma paleta temática de laranja e azul foi incorporada ao visual do álbum, com as cores escolhidas especificamente por Max. Ela afirmou que a cor azul simbolizava "céu e luz", enquanto o laranja era "mais ígneo, mas também vibrante".

## Versões
O álbum, além das plataformas digitais, teve seu lançamento também em versões físicas. Sendo elas em CD, duas versões de fita cassete e três versões em disco de vinil.

## Lançamento e promoção
Max anunciou a data de lançamento e o título de Heaven & Hell em 29 de julho de 2020, que foi acompanhado pelo lançamento de "Who's Laughing Now" no dia seguinte. Uma turnê de apoio ao álbum foi originalmente planejada para setembro a outubro de 2020 nos Estados Unidos, mas foi cancelada devido à pandemia. Uma festa de lançamento foi realizada virtualmente na plataforma de jogos Roblox em 25 de setembro de 2020, que incluiu um fórum de "perguntas e respostas" com Max, um show interativo e uma loja de mercadorias. Durante a festa, Max apareceu em uma grande tela flutuante para discutir o álbum, antes de se apresentar em um fundo cercado por luzes piscando e fogos de artifício, que se transformaram em uma versão animada do inferno. Mais de 1.156.000 jogadores compareceram ao evento, o que levou Roblox a considerar a integração de mais shows virtuais na plataforma. Max declarou em outubro de 2020 que uma edição deluxe de Heaven & Hell estava planejada para ser lançada no final do ano, reconhecendo que estava em processo de conclusão.

### Singles
Ava lançou "Sweet but Psycho" como o primeiro single de Heaven & Hell em 17 de agosto de 2018. A música se tornou seu single inovador, alcançando o número um em 22 países e alcançando o número 10 na Billboard Hot 100 nos Estados Unidos. Ela então lançou "So Am I" em 7 de março de 2019, que alcançou o número um no Top 100 de Airplay da Polônia e alcançou o top 10 em 14 países. "Torn" foi lançado em 19 de agosto de 2019, onde alcançou o top 10 na Letônia, Polônia, Eslováquia e Eslovênia. "Salt" foi lançado como o quarto single em 12 de dezembro de 2019, após receber altos números de streaming no SoundCloud, apesar de não conter marketing ou promoção anterior. Ele liderou o Top 100 de Airplay da Polônia e ficou entre os 10 primeiros na Áustria, Finlândia, Alemanha, Noruega, Rússia, Ucrânia e Suíça.
"Kings & Queens" foi lançado em 12 de março de 2020, que serviu como o quinto single do álbum. Ele ficou entre os 20 primeiros na Áustria, Finlândia, Alemanha, Noruega, Suíça e Reino Unido. "Who's Laughing Now" foi lançado junto com um videoclipe em 30 de julho de 2020, onde liderou o Top 100 Airplay polonês e ficou entre os 10 primeiros na Finlândia e na Noruega. O sétimo single "OMG What's Happening" foi lançado em 3 de setembro de 2020. "My Head & My Heart" foi lançado em 19 de novembro de 2020 e foi incluído na reedição digital de Heaven & Hell.

### Outras canções
Um videoclipe para a música "Naked" foi lançado junto com o lançamento do álbum em 18 de setembro de 2020, que foi dirigido por Hannah Lux Davis.

## Análise da crítica
| Críticas profissionais | Críticas profissionais |
| Avaliações da crítica  | Avaliações da crítica  |
| Fonte                  | Avaliação              |
| ---------------------- | ---------------------- |
| Us Weekly              | [ 46 ]                 |
| The Guardian           | [ 47 ]                 |

Nicholas Hautman, do Us Weekly afirmou que Max "estava destinada a ser uma estrela pop. Com seu conceito yin-yang, o álbum é uma plataforma de lançamento promissora para Max, que está destinada a ter uma jornada infernal rumo ao estrelato".
Michael Cragg, do The Guardian, deu quatro de cinco estrelas para o álbum e opinou que Heaven & Hell "tem uma estrutura simples — primeira metade inspiradora, segunda metade mais sombria — mas isso não impede que este álbum avesso a baladas inspirado em melodias de 2010 brilhe".

## Lista de faixas
| Edição padrão  |                        | |                          |         |  |
| N.º            | Título                 | Compositor(es) | Produtor(es)             | Duração |  |
| 1.             | "Heaven"               | Amanda Ava Koci Henry Walter                                                                                       | Cirkut                   | 1:46    |  |
| 2.             | "Kings & Queens"       | Koci Brett McLaughlin Madison Love Walter Nadir Khayat Desmond Child Mimoza Blinson Hillary Bernstein Jakke Erixon | Cirkut RedOne            | 2:42    |  |
| 3.             | "Naked"                | Koci Bonnie McKee Jessica Malakouti Walter Parrish Warrington Deiderik van Elsas                                   | Cirkut Trackside         | 3:42    |  |
| 4.             | "Tattoo"               | Koci Andreas Haukeland Elof Loelv Walter Charles Puth Jr. Jacob Kasher Hindlinn                                    | Cirkut                   | 2:39    |  |
| 5.             | "OMG What's Happening" | Koci Sorana Pacurar Henri Antero Salonen Walter Jason Gill                                                         | Cirkut Hank Solo Gill    | 2:59    |  |
| 6.             | "Call Me Tonight"      | Koci Ebba Tove Nilsson Jakob Jerlstrom Johan Schuster Love Walter                                                  | Cirkut Shellback A Strut | 2:50    |  |
| 7.             | "Born to the Night"    | Koci Love Spreckley Walter Thomas Eriksen Peter Schilling                                                          | Cirkut Earwulf           | 3:19    |  |
| 8.             | "Torn"                 | Koci Samuel Denison Martin James Lavigne Eriksen Love Walter                                                       | Cirkut                   | 3:18    |  |
| 9.             | "Take You To Hell"     | Koci Khristian Arenada Love Walter Spreckley Maria Jane Smith Victor Thell                                         | Cirkut                   | 2:44    |  |
| 10.            | "Who's Laughing Now"   | Koci Jonnali Parmenius Linus Wiklund Måns Wredenberg Love Walter                                                   | Cirkut Lotus IV          | 3:00    |  |
| 11.            | "Belladonna"           | Koci Loelv Walter                                                                                                  | Cirkut                   | 3:23    |  |
| 12.            | "Rumors"               | Koci Pacurar Jonas Becker Timofei Crudu Samuel John Gray Fridolin Walcher Christoph "Shuko" Bauss Love Walter      | Cirkut Freedo            | 3:12    |  |
| 13.            | "So Am I"              | Koci Gigi Grombacher Puth Jr. [A] Walter Spreckley Smith Thell                                                     | Cirkut                   | 3:04    |  |
| 14.            | "Salt"                 | Koci Autumn Rowe Nicole Morier Love Walter                                                                         | Cirkut                   | 3:00    |  |
| 15.            | "Sweet but Psycho"     | Koci Haukeland William Lobban-Bean Love Walter                                                                     | Cirkut                   | 3:07    |  |
| Duração total: | Duração total:         | Duração total: | Duração total:           | 44:45   |  |

| Heaven & Hell – relançamento digital |                      |                                                                   |                           |         |  |
| N.º                                  | Título               | Compositor(es)                                                    | Produtor(es)              | Duração |  |
| 1.                                   | "My Head & My Heart" | Koci Walter Love Tia Scola Eriksen Aleksey Potekhin Sergey Zhukov | Cirkut Jonas Blue Earwulf | 2:54    |  |
| Duração total:                       | Duração total:       | Duração total:                                                    | Duração total:            | 47:39   |  |

| Heaven & Hell – edição japonesa |                               |                                                                   |                |         |  |
| N.º                             | Título                        | Compositor(es)                                                    | Produtor(es)   | Duração |  |
| 16.                             | "Kings & Queens (acoustic)"   | Koci Walter Love Tia Scola Eriksen Aleksey Potekhin Sergey Zhukov | Cirkut RedOne  | 3:08    |  |
| 17.                             | "Not Your Barbie Girl"        | Koci Love Walter Claus Norreen Søren Rasted                       | Cirkut         | 3:07    |  |
| 18.                             | "So Am I (acoustic)"          | Koci Grombacher Puth Jr. [A] Walter Spreckley Smith Thell         | Cirkut         | 3:04    |  |
| 19.                             | "Salt (acoustic)"             | Koci Rowe Morier Love Walter                                      | Cirkut         | 3:10    |  |
| 20.                             | "Sweet but Psycho (acoustic)" | Koci Haukeland Lobban-Bean Love Walter                            | Cirkut         | 2:59    |  |
| Duração total:                  | Duração total:                | Duração total:                                                    | Duração total: | 62:59   |  |

Notas
- "Heaven" é estilizado como "H.E.A.V.E.N".
- "Kings & Queens" interpola a canção "If You Were a Woman (And I Was a Man)" (1986), escrita por Desmond Child e interpretada por Bonnie Tyler.[6][52]
- "Born to the Night" interpola a canção "Major Tom (Coming Home)" (1983), escrita e interpretada por Peter Schilling.[53]
- ↑[A]  Em "So Am I", Charlie Puth é creditado sob o pseudônimo de Martin Sue.
- "My Head & My Heart" foi adicionada como faixa bônus em 19 de novembro de 2020. Ela interpola a música "Around the World (La La La La La)" (2000), escrita por Aleksey Potekhin, Sergey Zhukov, Alex Christensen e Peter Könemann, e interpretado pelo ATC.[42]

## Desempenho comercial

### Tabelas semanais
| Tabela musical (2020)               | Melhor posição |
| ----------------------------------- | -------------- |
| Finlândia (Suomen virallinen lista) | 17             |
| Japão (Billboard Japan)             | 20             |
| Japão (Oricon)                      | 42             |
| Reino Unido                         | 2              |

## Certificações
| Região | Certificação | Vendas  |
| --- | ------------ | ------- |
| Polónia (ZPAV) | Platina      | 20.000* |
| *vendas baseadas apenas na certificação ^distribuições baseadas apenas na certificação ‡vendas+valores de streaming baseados apenas na certificação |              |         |

## Históricos de lançamentos
| Região | Data                    | Formato(s)                             | Versão                | Gravadora(s)       | Ref.                                      |
| ------ | ----------------------- | -------------------------------------- | --------------------- | ------------------ | ----------------------------------------- |
| Várias | 18 de setembro de 2020  | CD streaming download digital cassette | Padrão e relançamento | Atlantic           | [ 48 ] [ 49 ] [ 58 ] [ 59 ] [ 60 ] [ 61 ] |
| Europa | 18 de dezembro de 2020  | Vinil                                  | Padrão                | Atlantic           | [ 62 ]                                    |
| Japão  | 13 de janeiro de 2021   | CD                                     | Edição japonesa       | Warner Music Japan | [ 50 ] [ 51 ]                             |
| Várias | 12 de fevereiro de 2021 | Vinil                                  | Padrão                | Atlantic           | [ 63 ]                                    |